# Douglas TB2D Skypirate
Il Douglas XBT2D Skypirate (conosciuto anche come Devastator II) era un aerosilurante imbarcato, sviluppato dall'azienda statunitense Douglas Aircraft Company negli anni quaranta per l'US Navy, e rimasto allo stadio di prototipo.  Tale velivolo era destinato all'imbarco sulle nuove portaerei delle classi Essex e Midway, ma la sua acquisizione venne cancellata alla fine della seconda guerra mondiale.

## Storia del progetto
Prima dello scoppio della Seconda Guerra Mondiale la ditta Douglas Aircraft Company era impegnata nella produzione di due tipi di velivoli imbarcati: gli aerosiluranti Douglas TBD Devastator e i cacciabombardieri assaltatori Douglas SBD Dauntless. Già nel 1939 l'US Navy emise una specifica relativa ad un sostituto dell'aerosilurante TBD Devastator, considerato ormai obsoleto anche se entrato in servizio due anni prima. Le aziende che risposero alla relativa specifica furono la Grumman (che presentò il proprio Model G-40), la Vought (con il progetto che avrebbe dato successivamente vita al Consolidated TBY Sea Wolf), e la Douglas. I progettisti Edward H. Heinemann e Bob Donovan iniziarono a lavorare su un progetto, designato Douglas VTB, che però non suscitò alcun interesse nell'US Navy. Il concorso venne vinto dalla Grumman con il suo Model G-40, successivamente designato ufficialmente XTBF Avenger. Nel 1942 i due progettisti ripresero in mano la proposta VTB, elaborandola e trasformandola nell' XSB2D Dauntless II, dotata di ali ripiegabili per lo stivaggio sulle portaerei. All'inizio del 1943 il lavoro di progettazione venne fermato a favore di quello del cacciabombardiere BTD Destroyer. Tuttavia il 31 ottobre dello stesso anno, quattro giorni dopo che era stato dato il via alla costruzione delle portaerei della classe Midway, la ditta ricevette un contratto di produzione relativo a due prototipi dell'SB2D, designati ufficialmente XTB2D Skypirate. L'aereo ordinato doveva essere equipaggiato con un propulsore Pratt & Whitney R-4360 Wasp Major azionante eliche quadripala controrotanti. L'armamento difensivo previsto era su due cannoni da 20 mm (.79 in) installati nelle semiali, e due mitragliatrici Browning M2 da 12.7 mm (.50 in ) in una torretta difensiva dorsale. Il carico offensivo massimo trasportabile era pari a quattro siluri o 3 810 kg di bombe. Oltre al suo uso come aerosilurante, il nuovo velivolo doveva essere molto versatile, capace di eseguire missioni di bombardamento e ricognizione. Per la sua scorta venne avviato il progetto del caccia Boeing XF8B.

## Descrizione tecnica
Il Douglas XTB2D Skypirate era un monoplano monomotore, dalla struttura interamente metallica; la fusoliera di sezione ovale manteneva, per larga parte della sua lunghezza, le dimensioni del motore R-4360 Wasp Major disposto all'estremità anteriore. L'ala a gabbiano era in posizione mediana ed il bordo d'entrata era in corrispondenza della cabina di pilotaggio. Essa ospitava, allineati, i tre membri dell'equipaggio. Oltre al pilota, era presente un mitragliere alloggiato in una postazione dorsale comandata elettricamente, dotata di due mitragliatrici, ed un navigatore/puntatore (che aveva anche funzioni di marconista) che azionava al bisogno anche la mitragliatrice ventrale.
L'ala presentava una prima sezione rettangolare al termine della quale, in corrispondenza con le cerniere del sistema di ripiegamento, la sezione più esterna presentava linee convergenti verso le estremità.  I piani di coda erano di tipo classico con gli stabilizzatori orizzontali situati alla base della deriva.

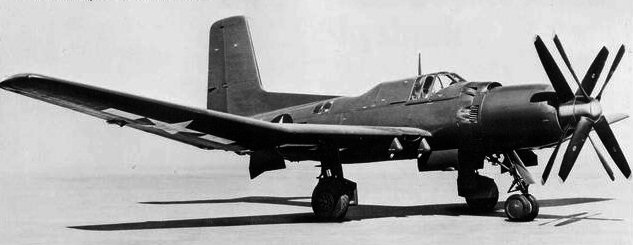
Il prototipo XTB2D-1 con le sue eliche controrotanti.

Il carrello d'atterraggio era di tipo triciclo anteriore, con tutti e tre gli elementi retrattili. Le gambe principali disponevano di una sola ruota, mentre l'elemento anteriore, sterzante, disponeva di una ruota doppia. Le gambe principali si ritraevano all'interno della struttura alare con movimento laterale diretto verso le estremità, mentre il ruotino anteriore si ripiegava all'indietro. All'estremità posteriore della fusoliera era presente il gancio d'arresto per l'appontaggio sulle portaerei.
Il propulsore impiegato era un radiale Pratt & Whitney R-4360-8 Wasp Major a 28 cilindri a quadrupla stella, raffreddato ad aria. La potenza erogata era pari a 3 000  hp (pari a circa 2 238 kW) Le due eliche controrotanti erano delle quadripala metalliche "Hamilton Standard Hydromatic".
L'armamento difensivo si basava su sette mitragliatrici Browning M2 calibro 12.7 mm (0.50 in). Quattro mitragliatrici erano installate nelle ali, due per semiala su affusto Mk 2,  due erano installate in una torretta difensiva girevole Firestone 250CH-3 azionata elettricamente, posizionata nella parte dorsale posteriore della fusoliera. Un'altra arma era installata in una postazione ventrale telecomandata, dotata di affusto sferico, sparante all'indietro. Il carico offensivo massimo trasportabile su quattro piloni subalari MK-51 Mod.7 prevedeva quattro siluri MK 13-2 o 3 810 kg (8 400 lb) di bombe e razzi, o quattro serbatoi ausiliari di carburante da 1135,5 litri. Per il controllo del tiro erano presenti due fotocamere dedicate, posizionate una per ciascuna semiala. La prima serviva al controllo del tiro delle mitragliatrici e la seconda per il lancio dei siluri.
Sugli esemplari di serie era prevista l'installazione del radar di scoperta AN/APS-4, e di una fotocamera Fairchild K-17 F56 per le missioni di ricognizione tattica.

## Impiego operativo
Il contratto siglato prevedeva che i due prototipi dell'XTB2D Skypirate (matricole BuNo 36933 e 36934) effettuassero le prove in volo per l'inizio del 1945. Il primo prototipo, designato XTB2D-1, volò per la prima volta il 13 marzo 1945. Il secondo, dotato di lunghezza della fusoliera incrementata di 58 cm, volò per la prima volta nell'estate dello stesso anno. Nessuno dei due prototipi era dotato dell'armamento previsto. 
Mentre procedevano i collaudi avvenne il collasso della Marina imperiale giapponese nel Pacifico, e l'esigenza di un nuovo aerosilurante imbarcato venne meno. Con la fine della guerra l'ordine relativo ai 23 aerei di preserie (BuNo. 89097-89119) fu annullato, e le prove di volo dei due prototipi sospese. Entro la fine del 1948 entrambi i prototipi furono demoliti.
Il Douglas XTB2D Skypirate fu il più grande velivolo monomotore per l'impiego su portaerei sviluppato negli Stati Uniti durante la seconda guerra mondiale, mentre in assoluto per dimensioni era stato superato solo dal bimotore North American B-25 Mitchell. Date le sue dimensioni il velivolo avrebbe potuto operare solo dalle più grosse portaerei di squadra, e non da quelle di scorta, e poteva trasportare quattro volte il carico bellico del Grumman TBF Avenger. Visto il limite di impiego legato alle sue dimensioni il 20 maggio 1944 l'ufficio tecnico dell'US Navy ne aveva raccomandato la cancellazione, dopo aver esaminato il mock-up dell'aereo, ma il programma procedette comunque.

## Utilizzatori
Stati Uniti
- United States Navy